# Señorita Panamá 2020
Señorita Panamá 2020 es la 54º selección del certamen Señorita Panamá, correspondiente al año 2020. Señorita Panamá 2019 Mehr Eliezer quien representó a Isla Flamenco en el 2019, coronó a la nueva Señorita Panamá 2020 Carmen Jaramillo oriunda de La Chorrera, Panamá Oeste (En la edición 2019 portó la banda de la región de Panamá Este), quien representó a Panamá en Miss Universo 2020, donde no clasificó al primer corte de 21 semifinalistas.
El evento se llevaría a cabo presencialmente el 16 de mayo y sería transmitido por el canal de televisión Telemetro. Sin embargo, ante la pandemia de COVID-19, la Organización Señorita Panamá decidió realizar una ceremonia pregrabada y emitida el 11 de agosto de 2020 a través del programa Tu Mañana. Jaramillo fue coronada por derecho de sucesión, al haber sido la Primera Finalista de la edición anterior y ante la imposibilidad de organizar un evento televisado debido a las restricciones impuestas por el Ministerio de Salud.

## Candidatas
Antes de la pandemia de COVID-19, la organización del evento había anunciado a través de la cuenta de Instagram las 29 candidatas que participarían en el evento. Finalmente, estas candidatas quedaron clasificadas oficialmente para participar en el evento de 2021, según lo indicó el presidente del certamen.

## Desarrollo
Este año debido a la pandemia del Covid-19 el certamen no se realizó de manera presencial, sin embargo la Organización Miss Universo dentro de su reglamento establece que de no realizarse el certamen nacional las organizaciones podrán realizar un casting para elegir una candidata o nombrar por derecho sucesorio a la primera finalista de la edición pasada.
Finalmente la Organización Señorita Panamá seleccionó a Carmen Jaramillo de Panamá Este como Señorita Panamá 2020, quien había quedado como primera finalista en el evento Señorita Panamá 2019. La coronación fue pregrabada y emitida el 11 de agosto de 2020 a través del programa Tu Mañana.
El viernes 9 de octubre se anunciaron las ganadoras del casting virtual para Miss Supranacional 2021 y Miss Grand internacional, los ganadoras resultantes fueron Darelys Yahel Santos Domínguez de Panamá Norte y Angie Keith de Bocas del Toro respectivamente.[cita requerida] El viernes 5 de febrero de 2021 se anuncia la ganadora del título Señorita Panamá Internacional 2020 siendo esta la señorita Valeria Estefanía Franceschi Alvarado de Panamá Centro.

## Resultados
- Reinas de la edición Señorita Panamá 2020

| Resultado final               | Concursante                                           |
| ----------------------------- | ----------------------------------------------------- |
| Señorita Panamá 2020          | Panamá Este – Carmen Isabel Jaramillo.                |
| Señorita Panamá Internacional | Panamá Centro – Valeria Estefanía Franceschi Alvarado |
| Señorita Panamá Supranacional | Panamá Norte – Darelys Yahel Santos Domínguez         |
| Señorita Panamá Grand         | Bocas del Toro - Angie Keith                          |